# ナタリア・ゲルマン
ナタリア・スネグル＝ゲルマン（モルドバ語: Natalia Snegur-Gherman、1969年3月20日 - ）は、モルドバの政治家、外交官。副首相兼外務・欧州統合大臣（在任期間: 2013年5月31日 - 2016年1月20日）。首相代行（在任期間: 2015年6月22日 - 7月30日）。2010年に北極星勲章コマンデール第一等級章を受章し、2014年にはモルドバ共和国勲章を受章している。1990年から1997年まで同国大統領（初代）を務めたミルチャ・スネグルの娘である。

## 経歴
1969年、ソビエト連邦のモルダヴィア・ソビエト社会主義共和国にある都市キシナウで生まれる。1986年にモルドバ国立大学に入学し、1991年に同大学を卒業、英語学およびドイツ語学の学士号を取得する。1992年、ルーマニア国立政治行政大学を卒業する。1998年にロンドン大学キングス・カレッジに入学し、1999年に同大学を卒業、軍事学の修士号を取得する。
1991年から1992年まで、モルドバ外務省国際機関局の二等書記官を務める。1992年から1994年まで、同省欧州機関局の一等書記官を務める。1994年から1997年まで、欧州安全保障協力機構 (OSCE) およびその他の在ウィーン国際機関のモルドバ政府代表部の副常駐代表および顧問を務める。1997年から2001年まで、モルドバ外務省欧州安全保障・政治軍事局の副局長を務める。2001年から2002年まで、北大西洋条約機構モルドバ副大使および在ベルギーのモルドバ大使館の大臣顧問を務める。
2002年から2006年まで、OSCEおよびその他の在ウィーン国際機関の常駐代表ならびに在オーストリアモルドバ特命全権大使を務める。2006年から2009年までストックホルムに駐在し、在スウェーデン・フィンランドおよびノルウェーのモルドバ特命全権大使を兼務する。2009年から2013年まで、外務・欧州統合省の副大臣を務める。2013年5月31日から2016年1月20日まで、副首相兼外務・欧州統合大臣を務める。2013年7月22日、スロベニアの当時の外務大臣カルル・エリヤヴェツとブリュッセルで会談する。同月24日、ロシアの外務大臣セルゲイ・ラブロフとモスクワで会談する。
2013年11月18日、モルドバ自由民主党が発表した「モルドバの欧州統合に向けた国家の責任」宣言文書に署名する。同月19日、ルーマニアの当時の外務大臣ティトゥス・コルラツェアンと会談する。2014年、モルドバ自由民主党に入党する。2015年、キリル・ガブリッチが首相職を辞任したことに伴い、同年6月22日から7月30日まで、首相代行を務める。2016年、国連の事務総長に立候補する（→2016年の国際連合事務総長の選出参照）。2017年9月15日、トルクメニスタンのアシガバートに本部を置く国連中央アジア予防外交センター (UNRCCA) の所長および国連中央アジア担当事務総長特別代表に任命される。

## 評価・人物
ゲルマンは、2014年にモルドバが調印した、欧州連合との高度かつ包括的自由貿易圏 (DCFTA) の構築を含む連合協定に関する交渉を主導した。2014年4月にモルドバ人が欧州連合加盟国にビザなしで入国できるようになったことに、ゲルマンが欧州連合との交渉を主導したことが大きく寄与したとされる。ゲルマンは、ニュージーランドの政治家ヘレン・クラークが2014年の国際女性デーに際して選んだ、世界で積極的な改革を主導している7人の女性のうちの1人でもある。ルーマニア語のほか英語、ドイツ語、フランス語、ロシア語を話す。
モルドバとスウェーデンの相互関係の促進・深化に寄与した功績が称えられ、2010年12月9日、スウェーデン国王より北極星勲章コマンデール第一等級章を受章する。2014年、モルドバの最高の勲章とされるモルドバ共和国勲章を受章する。2020年、トルクメニスタンから「トルクメニスタン永世中立25周年」記念メダルを受賞する。